# زیربانداد
زیربانداد، روستایی در دهستان زیربانداد بخش مرکزی شهرستان لاشار در استان سیستان و بلوچستان ایران است. این روستا، مرکز دهستان زیربانداد است.

## جمعیت
بر پایه سرشماری عمومی نفوس و مسکن در سال ۱۳۹۵، جمعیت این روستا برابر با ۱٬۱۵۸ نفر (۲۶۴ خانوار) بوده است.